# Паула Раседо
Паула Раседо (ісп. Paula Racedo; нар. 21 липня 1977) — колишня аргентинська тенісистка.
Найвищу одиночну позицію світового рейтингу — 334 місце досягла 3 серпня 1998, парну — 204 місце — 17 серпня 1998 року.
Здобула 9 парних титулів.

## Фінали ITF
| Турніри $25,000 |
| Турніри $10,000 |

### Одиночний розряд: 3 (0–3)
| Результат | Ранг | Дата            | Турнір                | Покриття | Суперниця          | Рахунок  |
| --------- | ---- | --------------- | --------------------- | -------- | ------------------ | -------- |
| Поразка   | 1.   | 25 вересня 1995 | ITF Гуаякіль, Еквадор | Ґрунт    | Маріана Діас-Оліва | 0–6, 2–6 |
| Поразка   | 2.   | 6 липня 1998    | ITF Віго, Іспанія     | Ґрунт    | Маріана Меса       | 1–6, 4–6 |
| Поразка   | 3.   | 14 червня 1999  | ITF Горн, Нідерланди  | Ґрунт    | Yasmin Angeli      | 2–6, 3–6 |

### Парний розряд: 23 (9–14)
| Результат | Ранг | Дата              | Турнір                       | Покриття | Партнерка              | Суперниці                                  | Рахунок            |
| --------- | ---- | ----------------- | ---------------------------- | -------- | ---------------------- | ------------------------------------------ | ------------------ |
| Поразка   | 1.   | 9 жовтня 1995     | ITF Ла-Пас, Болівія          | Ґрунт    | Лаура Берналь          | Марія-Фарнес Капістрано Лінда Янссон       | 5–7, 2–6           |
| Поразка   | 2.   | 6 травня 1996     | ITF Амазонас, Бразилія       | Тверде   | Сандра Де Амеліо       | Паула Кабесас Barbara Castro               | 1–6, 3–6           |
| Поразка   | 3.   | 2 червня 1996     | ITF Буенос-Айрес, Аргентина  | Ґрунт    | Сандра Де Амеліо       | Маріана Лопес Паласіос Херальдін Айсенберг | 6–4, 3–6, 2–6      |
| Перемога  | 1.   | 12 серпня 1996    | ITF Гуаякіль, Еквадор        | Ґрунт    | Маріана Лопес Паласіос | Крістін Курт Джоанн Мур                    | 6–2, 5–7, 7–5      |
| Поразка   | 4.   | 19 серпня 1996    | ITF Ліма, Перу               | Ґрунт    | Маріана Лопес Паласіос | Крістін Курт Джоанн Мур                    | 2–6, 6–3, 2–6      |
| Поразка   | 5.   | 16 червня 1997    | ITF Казерта, Італія          | Ґрунт    | Карміна Хіральдо       | Лімор Габай Людмила Скавронська            | 3–6, 3–6           |
| Перемога  | 2.   | 7 вересня 1997    | ITF Ліма, Перу               | Ґрунт    | Роміна Оттобоні        | Марія Еухенія Рохас Жаклін Розен           | 6–0, 6–4           |
| Перемога  | 3.   | 6 жовтня 1997     | ITF Монтевідео, Уругвай      | Ґрунт    | Моніка Машталіржова    | Laura Bernal Ванесса Менга                 | 6–1, 4–6, 6–4      |
| Поразка   | 6.   | 18 жовтня 1997    | ITF Асунсьйон, Парагвай      | Ґрунт    | Моніка Машталіржова    | Ларісса Шерер Ванесса Менга                | w/o                |
| Поразка   | 7.   | 10 листопада 1997 | ITF Ріо-де-Жанейро, Бразилія | Ґрунт    | Моніка Машталіржова    | Патрісія Маркова Зузана Валекова           | 0–6, 7–6(7–4), 2–6 |
| Поразка   | 8.   | 14 червня 1998    | ITF Ленцергайде, Швейцарія   | Ґрунт    | Емануела Зардо         | Лаура Бао Сесілія Шарбонньє                | 4–6, 0–6           |
| Поразка   | 9.   | 6 липня 1998      | ITF Віго, Іспанія            | Ґрунт    | Ванесса Менга          | Лурдес Домінгес Ліно Елена Сальвадор       | 1–6, 6–4, 2–6      |
| Поразка   | 10.  | 23 листопада 1998 | ITF Сан-Паулу, Бразилія      | Ґрунт    | Laura Bernal           | Сілвія Урічкова Кільдін Шевальє            | 3–6, 6–7(7–9)      |
| Поразка   | 11.  | 4 квітня 1999     | ITF Сантьяго, Чилі           | Ґрунт    | Laura Bernal           | Хорхеліна Торті Меліса Аревало             | 4–6, 6–4, 4–6      |
| Перемога  | 4.   | 3 травня 1999     | ITF Поса-Ріка, Мексика       | Тверде   | Аліенор Трісеррі       | Надя Джонстон Ніколь Сьюелл                | 6–1, 7–6(7–5)      |
| Перемога  | 5.   | 13 вересня 1999   | ITF Буенос-Айрес, Аргентина  | Ґрунт    | Аліенор Трісеррі       | Лаура Монтальво Паола Суарес               | w/o                |
| Перемога  | 6.   | 15 листопада 1999 | ITF Кампус, Бразилія         | Ґрунт    | Аліче Канепа           | Хорхеліна Торті Меліса Аревало             | 5–7, 6–4, 6–1      |
| Поразка   | 12.  | 2 квітня 2000     | ITF Сантьяго, Чилі           | Ґрунт    | Меліса Аревало         | Міріам Д'Агостіні Хорхеліна Торті          | 3–6, 6–7(3–7)      |
| Перемога  | 7.   | 12 червня 2000    | ITF Горн, Нідерланди         | Ґрунт    | Еухенія Чіальво        | Дьяна Гергі Крістен ван Елден              | 4–6, 6–2, 6–0      |
| Поразка   | 13.  | 27 серпня 2000    | ITF Буенос-Айрес, Аргентина  | Ґрунт    | Меліса Аревало         | Херальдін Айсенберг Лусіана Масанте        | 2–6, 2–6           |
| Перемога  | 8.   | 3 вересня 2000    | ITF Буенос-Айрес, Аргентина  | Ґрунт    | Меліса Аревало         | Ларісса Шерер Маріана Меса                 | 6–3, 7–5           |
| Перемога  | 9.   | 11 вересня 2000   | ITF Буенос-Айрес, Аргентина  | Ґрунт    | Херальдін Айсенберг    | Наталія Гуссоні Сабріна Валенті            | 6–2, 6–2           |
| Поразка   | 14.  | 25 вересня 2000   | ITF Монтевідео, Уругвай      | Ґрунт    | Херальдін Айсенберг    | Хісела Дулко Хорхеліна Краверо             | 1–6, 4–6           |